# Rhophitulus aeneiventris
Rhophitulus aeneiventris är en biart som först beskrevs av Heinrich Friese 1908.  Rhophitulus aeneiventris ingår i släktet Rhophitulus och familjen grävbin. Inga underarter finns listade i Catalogue of Life.